# 施瓦茨氏
施瓦茨氏 （英語：Schwartz's），又称蒙特利尔希伯来熟食店 （法語：Charcuterie Hébraïque de Montréal）, 是一家熟食店，并附有外卖服务。该店位于加拿大魁北克省蒙特利尔圣劳伦大道3895号。1925年，来自罗马尼亚的犹太移民鲁本·施瓦茨建立此店。
该店是蒙特利尔最著名的出售蒙特利尔式烟熏肉的餐厅，此外也通过邮购的方式售卖烟熏肉。。其熏肉配方经过了八十余年的发展。

## 主要产品

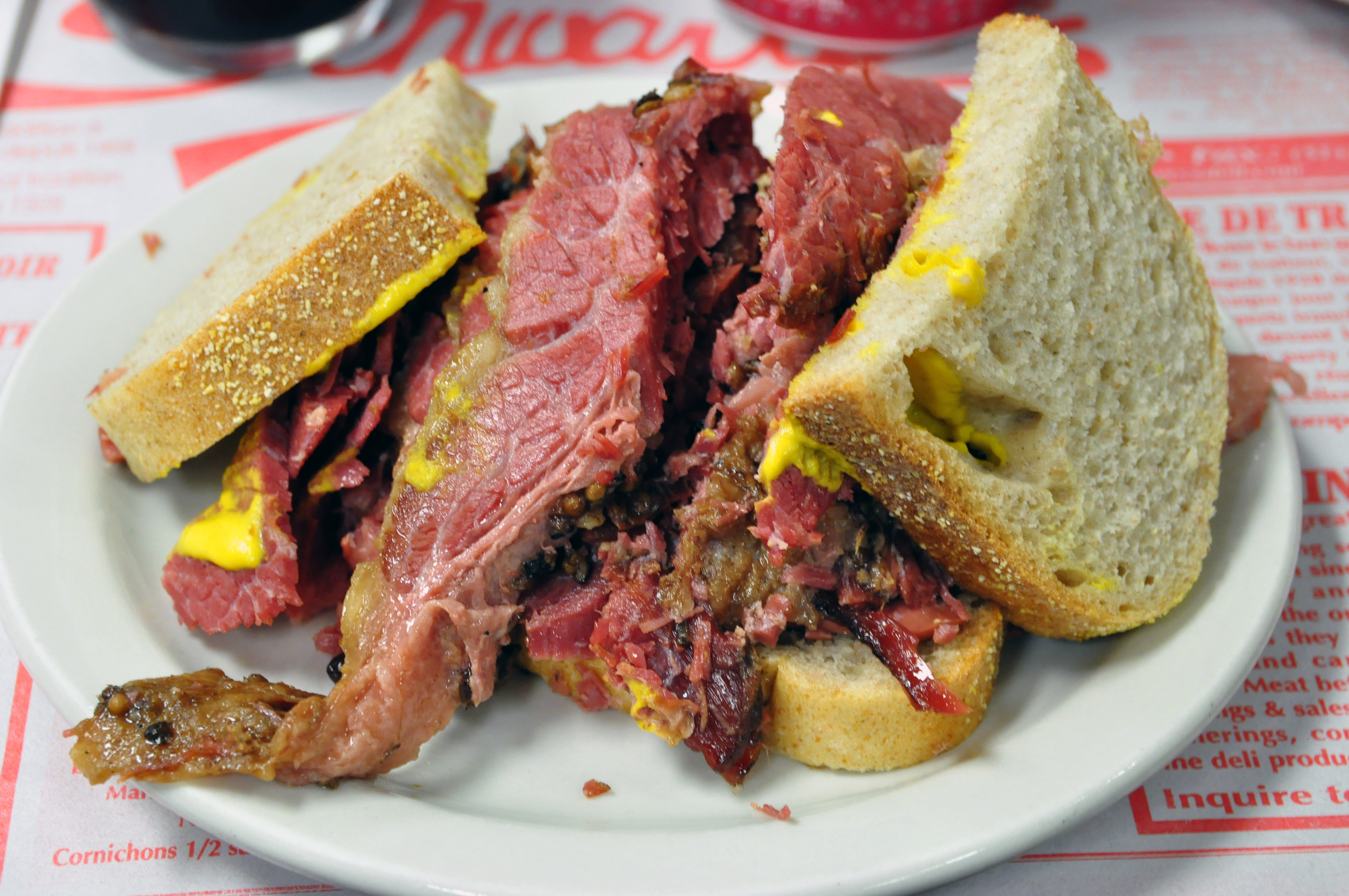
施瓦茨氏店的烟肉三明治

### 蒙特利尔式烟熏肉
施瓦茨店的招牌菜是以黑面包、烟熏肉和黄芥末酱制成的烟肉三明治。顾客可以选择肉的脂肪含量（少，中，中肥，肥；中和中肥最受欢迎）。根据记者Bill Brownstein的描述，施瓦茨的“经典搭配”包括一个中肥的烟肉三明治、薯条、半酸腌黄瓜、凉拌卷心菜、红辣椒和一杯樱桃汽水。

### 蒙特利尔式牛排调料
施瓦茨店也发明了蒙特利尔式牛排调料。1940-50年代，在店里工作的小工莫里斯·舍曼往他的牛排里加腌肉的调料，这一配方马上风靡蒙特利尔，并被其他餐馆争相效仿。

## 历史

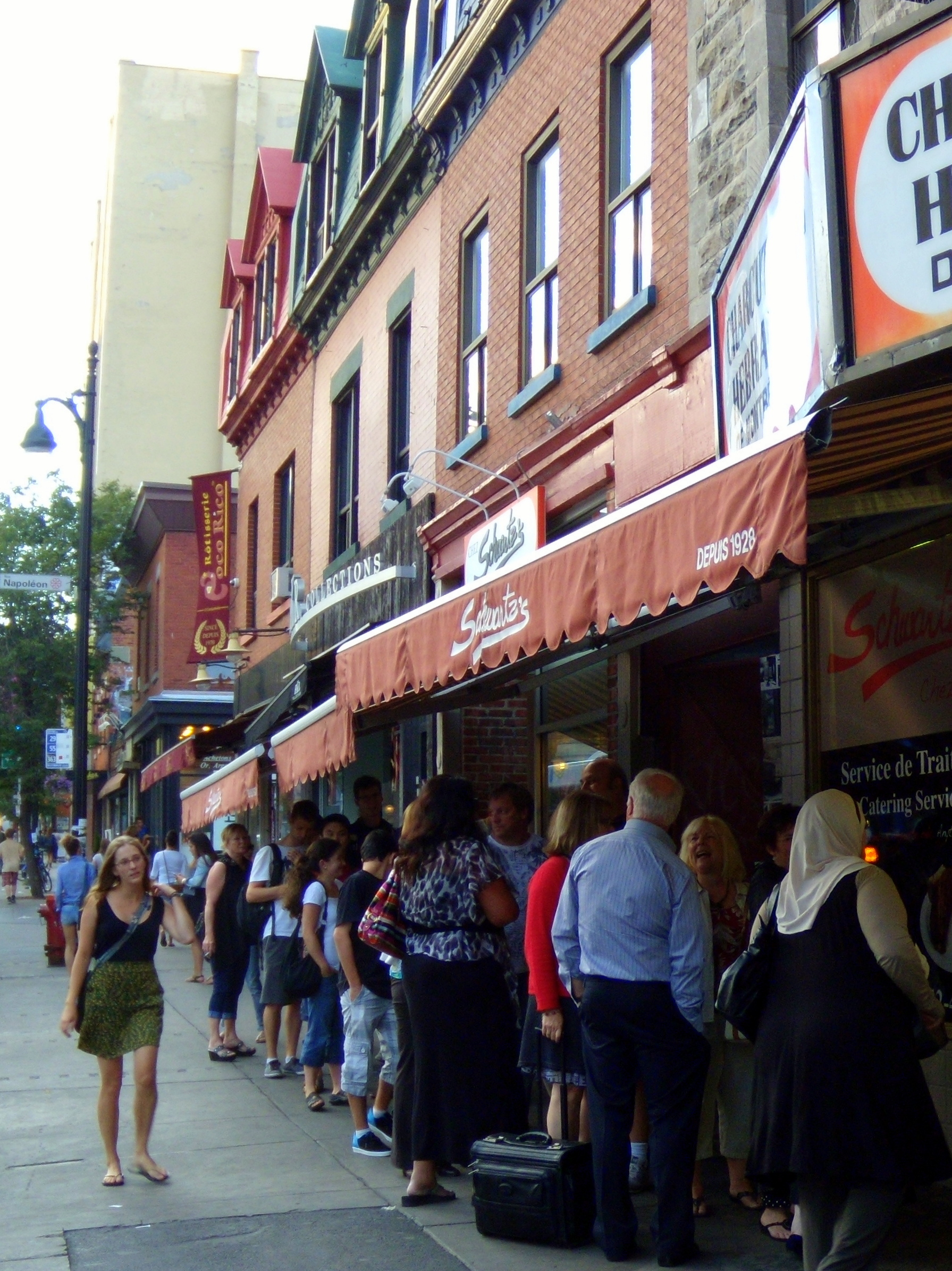
顾客在门外排队

施瓦茨氏店被认为是蒙特利尔的一个小文化中心。1977年当《法语条款》颁布后，施瓦茨氏店仍沿用了自己的英文店名，但“犹太熟食店”（Hebrew Delicatessen）被要求改为法语。

## 扩张

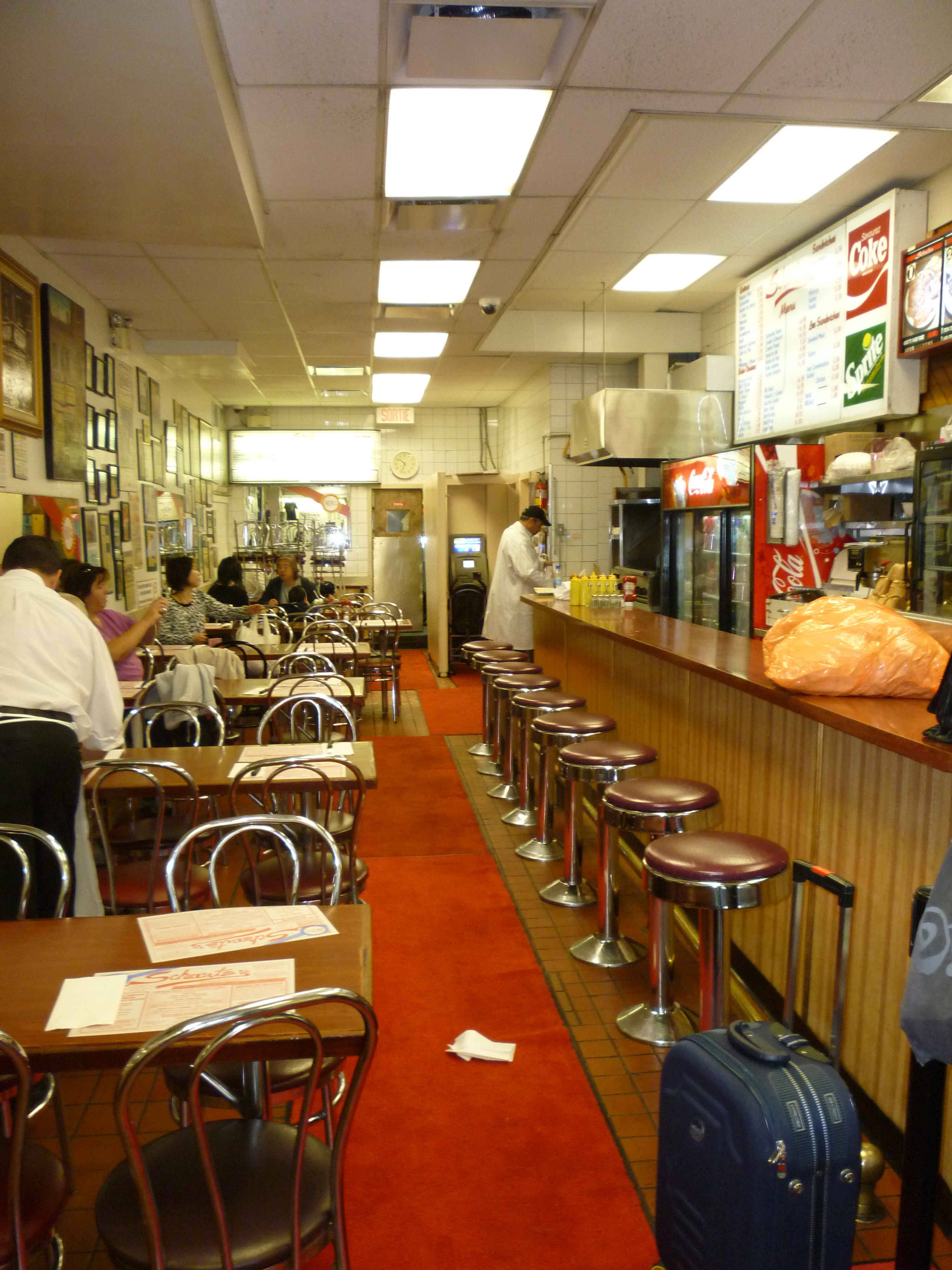
餐厅内部

多家餐厅希望能在北美洲建立施瓦茨氏店店连锁店，但历任所有人无一例外全部拒绝了。即使是在蒙特利尔开设连锁店的计划也遭到了顾客的反对。2008年，施瓦茨氏店在隔壁开设了外卖部。
2012年3月5日，餐厅被保罗·纳基斯家族、席琳·迪翁和雷内·安杰利夫妇等人以一千万加元收购，但新的所有人仍没有建立连锁店的打算。值得注意的是，安杰利和迪翁过去是施瓦茨氏主要竞争对手的老主顾。
2013年2月28日起，施瓦茨氏店开始在烟肉的真空包装上印上自己的注册商标，这些烟肉在魁北克省的IGA连锁超市有售。 此后类似的大批量生产的烟肉很快见于加拿大各大连锁超市。

## 在媒体中
2006年，《蒙特利尔宪报》专栏作家比尔·布朗施泰因出版了《施瓦茨氏希伯来熟食店的故事》一书。施瓦茨氏也多次被加拿大和世界媒体报道，甚至还有相关的音乐剧作品。此外该餐厅也是两部纪录片《The Concert Man》和《Chez Schwartz》的主题。  